# The Gospel Standard
The Gospel Standard is het maandelijks verschijnend kerkelijk orgaan van een deelgroep van de Strict Baptists in Engeland, Australië, Noord-Amerika en Canada. Het blad verschijnt sinds 1835 en is daarmee een van de oudste kerkelijke bladen van Engeland. 
Omdat veel gemeenten buiten de Kerk van Engeland (Anglicaanse Kerk) uit overtuiging onafhankelijk zijn, hebben publicaties vaak een samenbindend en onderscheidend effect (gehad), en de naam van het blad geeft dan ook een groep onfhankelijke gemeenten aan met gelijke overtuiging en praxis (samengevat in The Gospel Standard Articles of Faith and Rules) die niet op andere wijze in een formele kerkelijke structuur verbonden zijn. 
The Gospel Standard werd voor het eerst uitgegeven in Manchester door John Gadsby, zoon van de predikant William Gadsby. Spoedig raakte ook Joseph Charles Philpot (een geestelijke die in 1835 de Kerk van Engeland verliet) bij The Standard betrokken. Vele jaren was hij redacteur en de oplage steeg in zijn tijd tot circa 17.000 exemplaren. De opmaak van het blad is heden ten dage nog grotendeels hetzelfde als in de 19e eeuw. Van 1971 tot het einde van 2015 was B.A. Ramsbottom (destijds predikant te Luton) redacteur, sinds oktober 2020 vervult G.D Buss, predikant van de gemeente in Chippenham (Wiltshire), deze functie. Naast The Gospel Standard verschijnt sinds 1850 ook maandelijks voor de jeugd The Friendly Companion. In Nederland werd het blad in 2010 door ongeveer tachtig mensen gelezen.
Op de eerste en laatste pagina's van het juni nummer van het blad worden gewoontegetrouw alle adressen van de ruim 100 Gospel Standard Strict Baptist gemeenten met hun correspondenten en de lijst van Gospel Standard predikanten afgedrukt. Op dezelfde omslagbladen ('the wrapper') worden maandelijks de data en tijden van reguliere en speciale erediensten gepubliceerd. De naam van de spreker of predikant wordt alleen gegeven als zijn naam ook op de Gospel Standard lijst van predikanten voorkomt. Mochten de bestuursleden van de aan het blad gelieerde Gospel Standard Trust van mening zijn dat een bepaalde kerk of predikant in leer of leven niet meer handelt in overeenstemming met The Gospel Standard Articles of Faith and Rules, dan wordt, na een proces van verheldering en correspondentie, de naam geschrapt van de adressenlijst waarmee de status van Gospel Standard Strict Baptist gemeente of -predikant is vervallen. De adressenlijst is de enige wijze waarop deze groep kerken als denominatie kan worden geidentificeerd: formele kerkelijke overlegorganen of meerdere vergaderingen zoals classes of synoden zijn er niet. 
De Gospel Standard gemeenten nemen al jaren af in aantal. Dit is het gevolg van een combinatie van sluiting vanwege dalende aantallen leden of bezoekers, of verwijdering van de lijst van Gospel Standard churches (wat soms uit vrije keuze gebeurt) vanwege verandering in theologische positie .